# Club Atletico Faenza Pallacanestro
Pour les articles homonymes, voir Faenza (homonymie).
Le Club Atletico Faenza Pallacanestro était un club italien féminin de basket-ball ayant appartenu à la LegA Basket Femminile, soit le plus haut niveau du championnat italien. Le club était basé dans la ville de Faenza, dans la province de Ravenne en Émilie-Romagne.

## Historique
Fin 2012, le club connaît des difficultés financières obligeant le club à se séparer de l'italienne Caterina Dotto et de l'Américaine Kristen McCarthy. En janvier 2013, il se retire du championnat.

## Palmarès
- Vainqueur de la Coupe d'Italie : 2007, 2009

## Entraîneurs
- 1987-1991 :  Andrea Petitpierre
- 1994-1996 :  Andrea Petitpierre

## Joueuses célèbres ou marquantes
- Géraldine Robert